# 约阿希姆·格里泽
约阿希姆·格里泽（德語：Joachim Griese，1952年8月25日—），德国男子帆船运动员。他曾代表西德参加1984年夏季奥林匹克运动会帆船比赛，联同米夏埃尔·马库尔获得一枚银牌。